# Midshipman

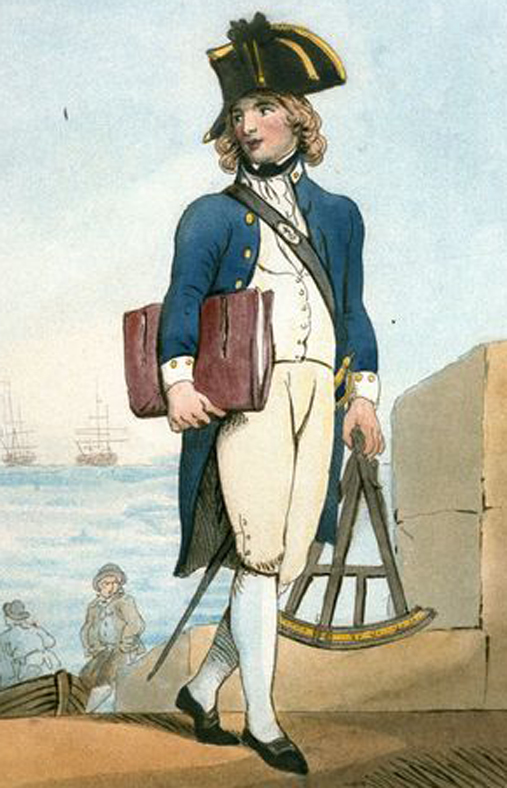
Midshipman de la Royal Navy (vers 1799), par Thomas Rowlandson.

Un midshipman (mot anglais que l'on traduit en français par aspirant, cadet ou garde-marine pendant l'ancien régime) est un officier de marine en formation ou un officier du grade le plus bas, dans la Royal Navy, l'United States Navy et de nombreuses marines du Commonwealth. Au sein des pays du Commonwealth qui utilisent ce grade figurent l'Australie, le Bangladesh, la Namibie, la Nouvelle-Zélande, l'Afrique du Sud, l'Inde, le Pakistan, Singapour, Sri Lanka et le Kenya. Ce grade a également été utilisé, avant 1968, par la Marine royale du Canada, mais lors de la création des Forces canadiennes, le rang de midshipman a été remplacé par celui de naval cadet en anglais et d'aspirant de marine en français.
Au XVIIe siècle, un midshipman est considéré comme un marin expérimenté. Le nom dérive de la position que son titulaire occupe à bord du bateau: amidships (en français : « au centre du navire »), soit parce qu'il y travaille, soit parce que sa banette s'y trouve. Dès le XVIIIe siècle, un aspirant officier est classé comme midshipman. Pendant l'époque napoléonienne (1793-1815), un midshipman est un officier stagiaire qui a précédemment servi au moins trois ans, volontairement, comme ordonnance d'un officier ou comme able seaman (matelot breveté). Il est à peu près l'équivalent en grade et en responsabilité de l'actuel petty officer que l'on nomme maître en français. Après avoir servi au moins trois ans comme midshipman ou master's mate, il lui est permis de passer l'examen de lieutenant de marine. La promotion au grade de lieutenant n'est pas automatique, et de nombreux aspirants prennent la position de master's mate afin d'obtenir un meilleur salaire et plus de responsabilités à bord du navire. Les midshipmen de l'United States Navy sont formés et servent comme leurs homologues de la Royal Navy. Cependant contrairement aux Britanniques, ils ont le rang de warrant officer (l'équivalent de premier maître) jusqu'en 1912.
Pendant le XIXe siècle, des changements dans la formation des officiers de marine au sein de la Royal Navy et de l'United States Navy conduisent au remplacement de l'apprentissage à bord des navires par un enseignement formel dispensé dans une école. Dès lors, midshipman, prend le sens d'élève-officier d'une académie navale. Les midshipmen doivent dès lors passer environ quatre ans dans une académie et deux ans en mer avant d'obtenir une promotion au grade d'officier. Entre le milieu du XIXe et du XXe siècle, la période de service à la mer est réduite à moins d'un an, l'âge d'entrée à l'académie ayant passé de 12 à 18 ans.

## Histoire

### Apprentis officiers

#### Royal Navy (1662–1836)

##### Les origines
Le rang de midshipman voit le jour au XVe siècle, et désigne à l'origine le poste d'un marin expérimenté promu parmi les matelots ordinaires, travaillant entre le grand-mât et celui d'artimon, et ayant plus de responsabilités qu'un matelot, mais qui n'est ni officier, ni aspirant. C'est en 1662 qu'est publié pour la première fois le terme « midshipman ». Ce mot dérive de la position que son titulaire occupe à bord du bateau : amidships (en français : « au centre du navire »), soit parce qu'il y travaille, soit parce que sa banette s'y trouve.
Dès le XVIIIe siècle, quatre types de midshipman existent: midshipman, midshipman extraordinary, midshipman (apprenti officier), et midshipman ordinary. Certains midshipmen sont alors des hommes âgés. La plupart d'entre eux sont des aspirants officiers qui ont échoué à l'examen de lieutenant ou qui l'ayant réussi n'obtiennent pas leur promotion. Certains d'entre eux servent jusqu'en 1822, aux côtés des élèves officiers sans aspirer eux-mêmes à une promotion. À partir de 1794, cependant, tous les midshipmen sont considérés comme candidats officiers.

##### Admission

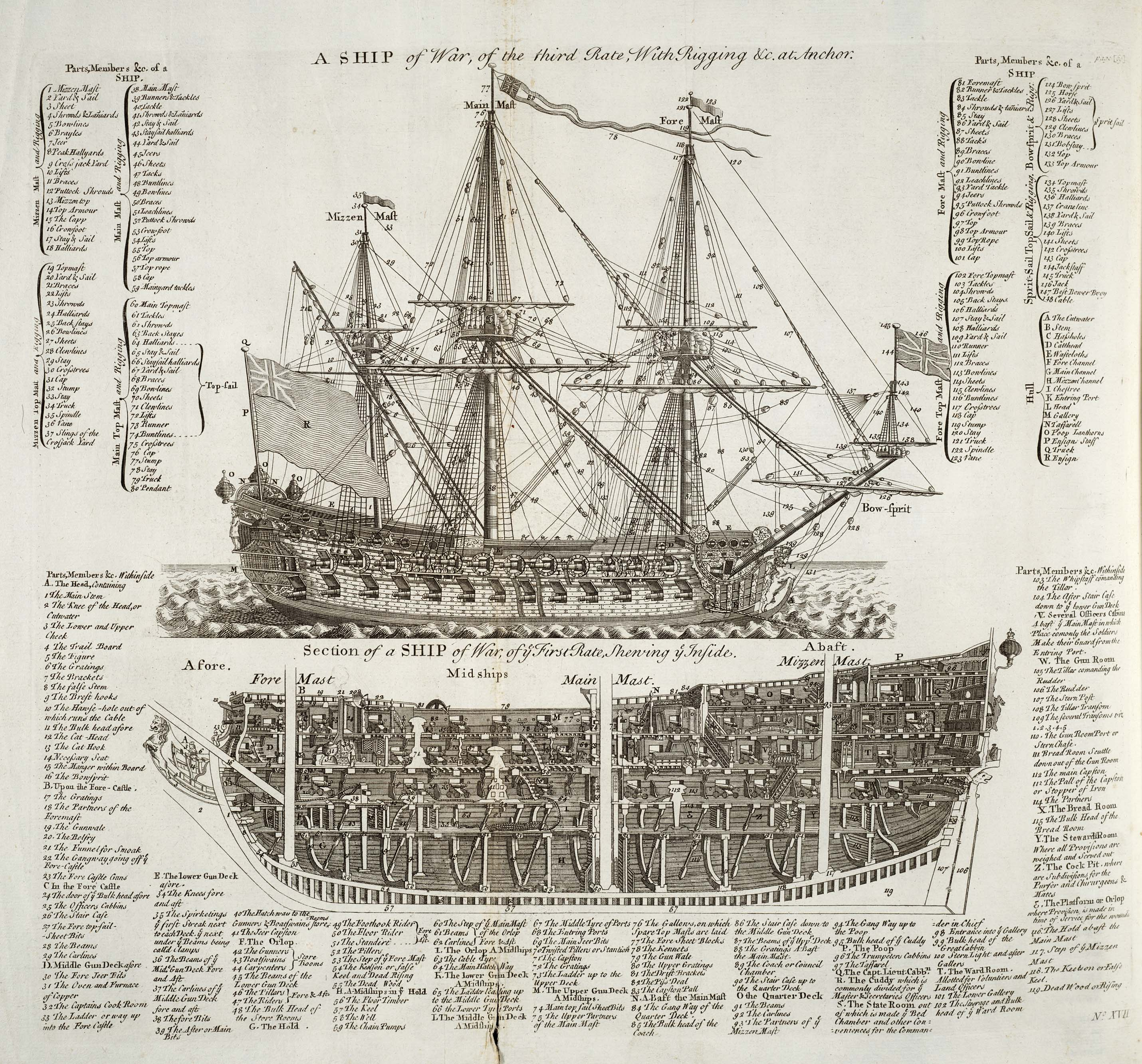
Schéma d'un bâtiment de guerre de l'amirauté britannique, 1728 ; source : Dictionnaire universel des arts et des sciences — en anglais le terme correspondant aux navires les plus volumineux est « Man O'War ».

Dès 1661, les garçons aspirant à devenir officiers sont envoyés par leur famille pour servir à bord des navires, munis d'une « lettre de service » de la Couronne, et touchent la même solde que les midshipmen. La lettre confie à l'amiral ou au capitaine que son porteur se verra honoré de « toute l'attention que vous jugerez digne d'un gentleman, à la fois en l'accueillant sur votre vaisseau et afin de parfaire son éducation ». Leur position officielle était volunteer-per-order (volontaire par ordre), mais ils sont plutôt connus sous le nom de King's letter boys (garçons de la lettre du roi), afin de distinguer leur classe sociale plus élevée de celle des midshipmen originaux,.
À compter de 1677, le règlement de la Royal Navy pour la promotion au grade de lieutenant requiert un service en tant que midshipman, rang qui ne peut être obtenu qu'après un certain temps en mer. À l'époque napoléonienne, le règlement prévoit au moins trois ans de service comme midshipman ou master's mate (ordonnance) et six ans de service à la mer. Ces années sont obtenues de diverses manières, la plupart des garçons servent en mer comme ordonnance d'un officier, ou comme simple marin.
Dès les années 1730, la position de volunteer-per-order est abandonnée et remplacée par un système dans lequel les futurs midshipmen servent comme ordonnances. Par exemple, un captain a droit à quatre ordonnances pour chaque centaine d'hommes à bord de son navire. Nombre de ces ordonnances sont de jeunes hommes qui se destinent à la carrière d'officiers.
En 1729, la Royal Naval Academy de Portsmouth — rebaptisée Royal Naval College en 1806 — est fondée, pour 40 élèves âgés de 13 à 16 ans, qui auront trois ans pour compléter un programme d'études défini dans un livre illustré, et gagneront ainsi deux ans de service à la mer,. La position de midshipman-by-order, ou midshipman ordinary, est alors utilisée pour les diplômés du Royal Naval College afin de les distinguer des midshipmen qui ont servi à bord d'un navire et dont la solde est plus élevée. L'école est impopulaire dans la marine, parce que les officiers apprécient le privilège d'avoir des ordonnances et préfèrent la méthode traditionnelle de formation des officiers par apprentissage.
En 1794, les ordonnances sont supprimés et une nouvelle classe est créée, appelée « volunteer class I », destinée aux garçons de 11 à 13 ans qui sont considérés comme de futurs midshipmen et vivent dans la gunroom (mess des aspirants) sur un vaisseau de ligne ou avec les aspirants sur une frégate ou un plus petit navire. Ils reçoivent alors une solde de 6 £ par an. Dès 1816, la position de midshipman ordinary est supprimée, et tous les apprentis officiers deviennent des midshipmen.

##### Contexte social et uniforme

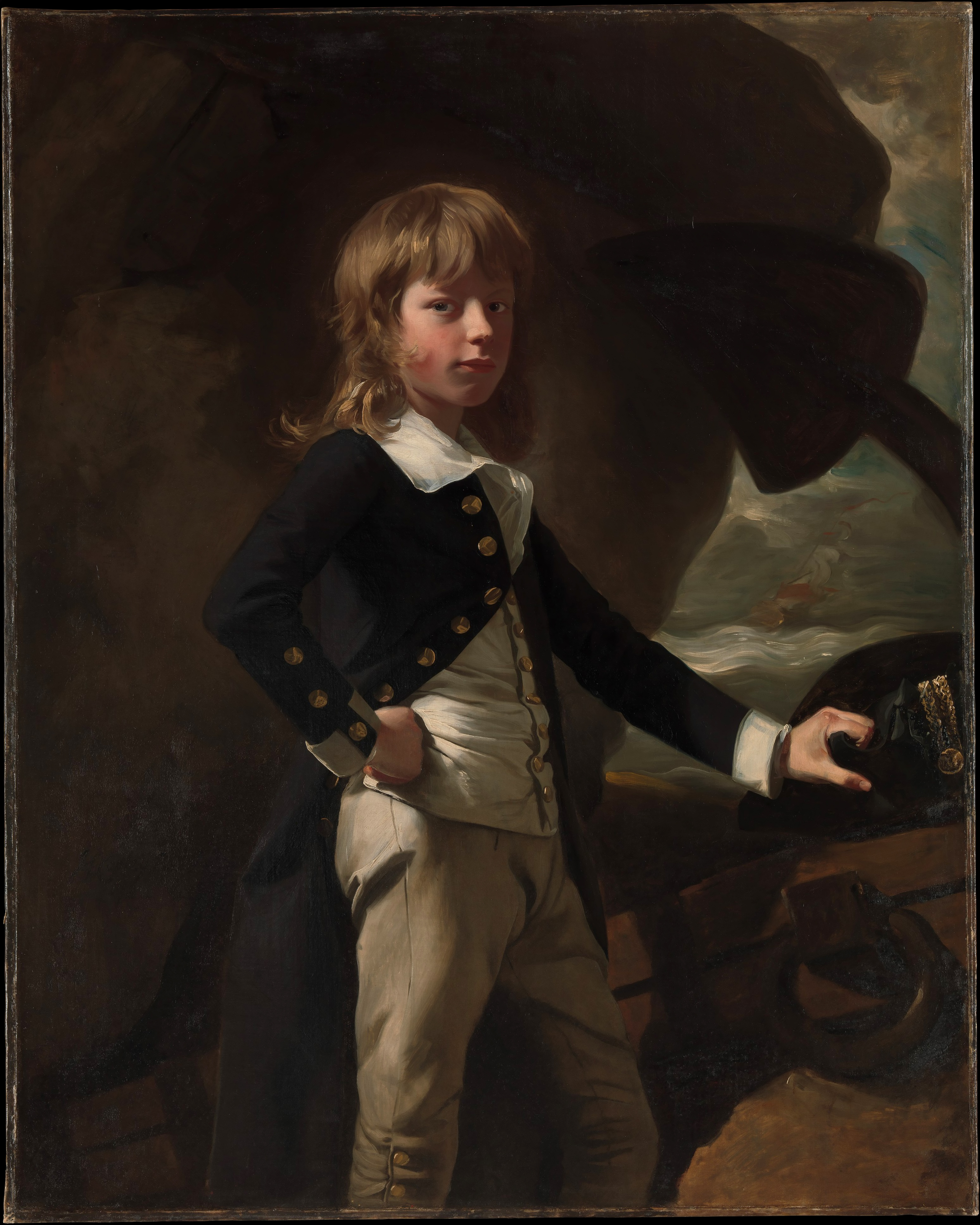
Midshipman Augustus Brine, par John Singleton Copley, en 1782, alors qu'il sert sur le HMS Belliqueux, commandé par son père le capitaine James Brine.

Dans la Royal Navy du XVIIIe siècle, le rang et la position à bord d'un navire sont définis par un mélange de deux hiérarchies, l'une officielle, celle des grades et l'autre sociale, traditionnellement reconnue entre gentlemen et non-gentlemen,. Les garçons qui aspirent à devenir officier sont souvent appelés young gentlemen en lieu et place de leur grade officiel afin de distinguer leur statut social plus élevé que celui des marins ordinaires,. De temps en temps, un midshipman travaille à bord d'un navire comme able seaman (matelot breveté)  mais mange et dort avec ceux de son rang social dans le cockpit,.
Environ la moitié des midshipmen sont des enfants de professionnels de la mer, qui comprennent les fils d'officiers de marine, et des personnalités influentes du monde des navires de la marine à voile, comme les familles Saumarez, Hood et Parker. Les subtilités de l'avancement font des liens familiaux un avantage évident pour les futurs officiers. Les membres de la pairie et de la gentry forment le second groupe le plus important, environ 27 pour cent des officiers. Leur nombre est moins important, mais comme pour les professionnels, leurs connexions leur apportent d'excellentes perspectives d'avancement et ils ont une influence considérable sur la Royal Navy. Un membre notable de ce groupe est le prince William, futur Guillaume IV, qui sert comme midshipman de 1780 à 1785. Les autres sont fils de commerçants ou proviennent des milieux populaires, et en raison des avantages que possède la noblesse et les professionnels de la mer, leurs chances de promotion au grade de lieutenant sont minces.
Comme la plupart des midshipmen font partie de la noblesse ou possèdent des liens familiaux avec des familles du monde de la marine à voile, beaucoup utilisent ces connexions pour faire inscrire leur nom dans le livre de bord d'un navire. Cette pratique, connue familièrement sous le nom de « false muster » (rôle d'équipage fallacieux) était courant même si elle était techniquement illégale et réprouvée. Cela permet à certains garçons d'être promus midshipman, ou dans certains cas, lieutenant, sans avoir passé le temps requis en mer. Un exemple notable est celui de Thomas Cochrane[Lequel ?], dont l'oncle l'a inscrit dès l'âge de cinq ans sur un rôle d'équipage. Son nom ensuite réinscrit sur divers navires jusqu'à ses 18 ans lui permet alors d'entrer dans la Royal Navy comme midshipman.
Lors de l'introduction des uniformes dans la Navy en 1748, les midshipmen revêtent le même costume que les officiers. Ils arborent également l'insigne traditionnel de leur grade, un carré de tissu blanc avec un bouton doré et un cordon blanc torsadé sur chaque côté du col de leur manteau. L'uniforme souligne que les midshipmen sont des gentlemen et des officiers en formation.

##### Service et avancement
Les midshipmen travaillent sur le navire comme les autres membres de l'équipage, mais ils doivent en outre apprendre la navigation et le matelotage. Ils sont censés, comme tous matelots brevetés, déjà savoir gréer les voiles ainsi que d'autres tâches comme monter la garde, transmettre des messages entre les ponts, superviser les batteries d'artillerie, commander  les embarcations du bord, et prendre le commandement d'une sous-division du navire aux ordres de l'un des lieutenants. Sur les petits navires les midshipmen sont éduqués par un senior master's mate, souvent un passed midshipman (aspirant ayant réussi l'examen de lieutenant), qui leur enseigne les mathématiques, la navigation, et les traditions de la marine à voiles. Les grands navires emportent un maître d'école, qui est considéré comme un midshipman, mais qui en général est un civil, comme l'aumônier. Les midshipmen doivent tenir un carnet de navigation détaillé, qui est présenté au capitaine afin d'évaluer leurs progrès.

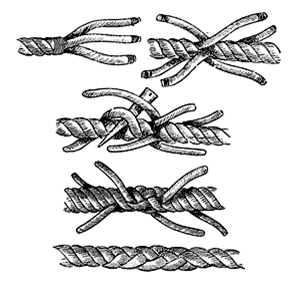
Schéma montrant les étapes de réalisation d'une épissure.

Avant toute promotion au grade de lieutenant, un aspirant officier de la Royal Navy doit passer un examen. Officiellement, un futur lieutenant doit avoir au moins 19 ans, et doit pouvoir produire la preuve de son service, ce qui comprend les certificats de ses commandants et ses carnets de navigation rédigés alors qu'ils étaient midshipman. Cependant, la plupart des midshipmen souhaitent passer l'examen de lieutenant à 17 ou 18 ans. L'âge typique d'un midshipman se situe entre 15 et 22 ans. Le candidat est convoqué devant une commission composée de trois capitaines et interrogé sur le matelotage, la navigation et la discipline. La commission peut poser des questions telles que:
« On observe un ennemi. Quels ordres donnez-vous pour préparer votre vaisseau et procéder à toutes les manœuvres nécessaires à l'engagement ? »
Comme la commission est composée au cas par cas, les questions de l'examen ne sont pas standardisées et leur teneur dépend surtout de la personnalité des capitaines. Pour le matelotage, le candidat doit être en mesure de réaliser une épissure, d'ariser une voile, de naviguer à la voile et de shift his tides (de décaler ses marées). En navigation, il doit être capable d'enregistrer la route du navire en utilisant les principes trigonométriques (en anglais : Plane sailing), les cartes de la projection de Mercator et l'observation du soleil, ainsi que de comprendre l'évolution de la boussole. Il doit également être qualifié pour accomplir les devoirs d'un matelot et d'un midshipman.
Un échec signifie généralement plus de six mois de service à la mer avant de pouvoir à nouveau tenter l'examen. Certains hommes ne le réussissent jamais. La réussite fait du midshipman un passed midshipman.  Dès le XVIIIe jusqu'à la seconde moitié du XIXe siècle, un midshipman de la Royal Navy qui a réussi l'examen ne reçoit pas automatiquement son avancement au grade de lieutenant. Les midshipmen jouissant de connexions politiques sont promus en premier, alors que les autres attendent leur tour au tableau d'avancement. En temps de guerre, alors qu'un grand nombre d'hommes et de navires disparaissent au cours des batailles, la plupart des passed midshipman sont promus en une ou deux années, mais en temps de paix l'attente peut être si longue que le midshipman est finalement jugé trop vieux avoir une chance de promotion.
Les passed midshipmen en attente de leur promotion choisissent souvent de devenir master's mates, un sous-officier de haut rang qui assiste un master (titre donné à l'officier responsable de la navigation d'un navire ou à l'officier chargé du quart à la passerelle) dans ses fonctions. Il sert pendant le quart comme adjoint d'un lieutenant, et commande de petits bateaux. Un midshipman qui devient master's mate obtient une augmentation de solde de 2 £ et 5 shillings à 3 £ et 16 shillings par mois, mais voit ses chances d'avancement réduite car les master's mates, ainsi que les Masters sont supposés provenir de la classe laborieuse,. Au fil du temps, cependant, la nomination au rang de master's mates est considéré comme faisant partie du cheminement vers le grade de lieutenant. Cette situation cause une certaine confusion au cours de la seconde moitié du XVIIIe siècle. Il existe alors deux tableaux d'avancement, celui des master's mates qui tentent de devenir masters et celui des passed midshipmen qui travaillent à l'obtention de leur grade de lieutenant, les uns et les autres ayant les mêmes responsabilités à bord des navires.
Pendant les premières années du XIXe siècle, le terme mate, sans le préfixe master's, est utilisé pour le passed midshipmen, afin de les distinguer des copains de master's mate qui n'ont pas servi comme midshipmen. En 1824, le terme de master's assistant remplace celui de master's mate et mate continue d'être utilisé officieusement pour les passed midshipmen.  En 1838, une commission royale, présidée par le duc de Wellington, recommande l'institution du grade de mate comme étape officielle entre midshipman et lieutenant. En 1861, mate est aboli en faveur du grade de sub-lieutenant (équivalent d'enseigne de vaisseau dans certaines marines).

#### United States Navy(1794–1845)
Lorsque le Congrès crée l'United States Navy en 1794, midshipman est répertorié comme  grade de sous-officier dans le Naval Act qui en prévoit la nomination par le président des États-Unis. Les midshipmen ont des devoirs et responsabilités similaires à ceux de la Royal Navy, et sont généralement de jeunes hommes, âgés de 14 à 22 ans, en formation pour devenir officier de marine. « Passed midshipman » est d'abord utilisé en 1819, avant de devenir un grade officiel de l'US Navy.
Au cours de la longue période de paix entre 1815 et 1846, les midshipmen ont peu d’opportunités de promotion, ainsi leurs avancement est souvent obtenu par favoritisme. La médiocre qualité de la formation des officiers de la marine américaine devient évidente après l'affaire du Somers, une mutinerie présumée à bord du navire-école USS Somers en 1842, et l'exécution subséquente du midshipman Philip Spencer. Ce dernier avait obtenu son poste à bord  grâce à l'influence de son père, le secrétaire à la Guerre John C. Spencer.

### Cadets

#### Royal Navy dès 1836

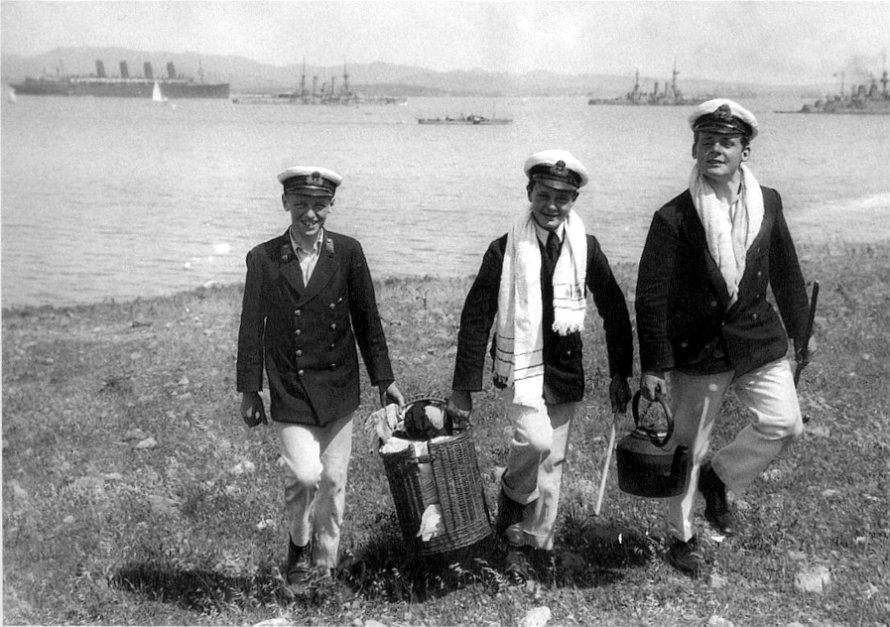
Les midshipmen George Drewry, Wilfred Mallesonet Greg Russell.

Le Royal Naval College ferme en 1837, après quoi la formation des midshipmen dans la Royal Navy se fait exclusivement sur des navires. En 1844, le grade de naval cadet est créé. Pour se qualifier en tant que midshipman le candidat doit avoir 14 ans, avoir servi deux ans comme naval cadet ou trois années dans la Navy et
avoir réussi l'examen de l'amirauté. Une pénurie d'officiers qualifiés incite la Navy à ordonner la formation de tous les cadets sur un navire à l'ancre. Elle débute, en 1857, à bord du HMS Illustrious, qui est remplacé par le HMS Britannia, en 1859. Le Britannia est déplacé dans le port de Portland, en 1862, puis à l'emplacement de l'actuel Britannia Royal Naval College, à Dartmouth, en 1863.
À partir des années 1840, l'âge d'entrée normal pour les élèves-officiers, destinés au commandement des navires et des flottes, se situe entre 12 et 13 ans. L'instruction se compose de deux années de formation en école, au cours desquelles ils ont le rang de naval cadets. Les cadets les mieux notés à leur examen final peuvent recevoir un crédit allant jusqu'à un an de service à la mer et obtenir immédiatement après le collège le grade de midshipman. En général, à leur sortie de l'école, ils servent à bord d'un navire de formation pendant un an. Ils sont ensuite midshipmen et servent dans la flotte encore deux ans. Les midshipmen vivent dans la gunroom, assurent le quart et commandent les embarcations du bord. Ils reçoivent chaque jour un enseignement sur la navigation. Après un total de cinq années de formation et ayant atteint l'âge minimum de 19 ans, les midshipmen sont autorisés à passer l'examen de lieutenant,. Après l'avoir réussi, les midshipmen sont nommés sub-lieutenants et sont transférés au Royal Naval College de Greenwich, qui ouvre en 1873 en tant qu'université de la Navy.
Dès 1903, la formation des étudiants officiers et ingénieurs de marine est réformée par le Selborne-Fisher scheme. Dès lors, les candidats ingénieurs et officiers commencent leur carrière dans la Navy de manière identique, qualifié de common entry (entrée commune),.  Auparavant, les cadets du génie étaient formés séparément au Royal Naval Engineering College de Keyham, qui ferme en 1910. En 1903, une nouvelle école préparatoire est ouverte au Royal Naval College d'Osborne. La formation comprend initialement deux ans à Osborne et deux ans à Dartmouth en tant que cadets, puis plus tard quatre ans à Dartmouth, suivis d'environ trois années de service à la mer comme midshipmen avant la promotion au grade de sub-lieutenant. En 1905, un nouveau bâtiment à terre est achevé pour remplacer le Britannia. Il est nommé Britannia Royal Naval College. En 1913, la demande croissante d'officiers conduit au recrutement de diplômés d'écoles civiles, âgés de 18 ans, appelés Special entry cadets. Ils sont formés pendant environ six mois avant d'entrer au service de la flotte comme midshipmen. Lorsque la Première Guerre mondiale éclate, en 1914, tous les cadets de Dartmouth sont rapidement mobilisés comme midshipmen de la flotte de réserve. Pendant la guerre, deux midshipmen, George Drewry et Wilfred Malleson reçoivent la croix de Victoria, la plus haute distinction du Commonwealth britannique pour bravoure, lors du débarquement au Cap Helles. Après la Première Guerre mondiale, l'opposition au Selborne-Fisher scheme conduit à séparer à nouveau la formation des officiers et des ingénieurs en deux branches distinctes, bien que common entry et special entry soient maintenues.
Après la Seconde Guerre mondiale une nouvelle série de réformes sont lancées pour améliorer la qualité des officiers de la Navy. Elles sont influencées par la qualité des officiers recrutés grâce au système de la special entry ainsi que grâce à l'expérience des autres nations pour la formation des candidats officiers dans un cadre universitaire. En 1949, l'âge d'entrée passe à 16 ans et, en 1955, il est fixé à 18 et l'admission nécessite un minimum de deux A levels. Après 1957, les midshipmen ne servent plus dans la flotte. Dès 1972, tous les cadets deviennent des midshipmen et le rang de cadet est aboli.

#### United States Navydès 1845

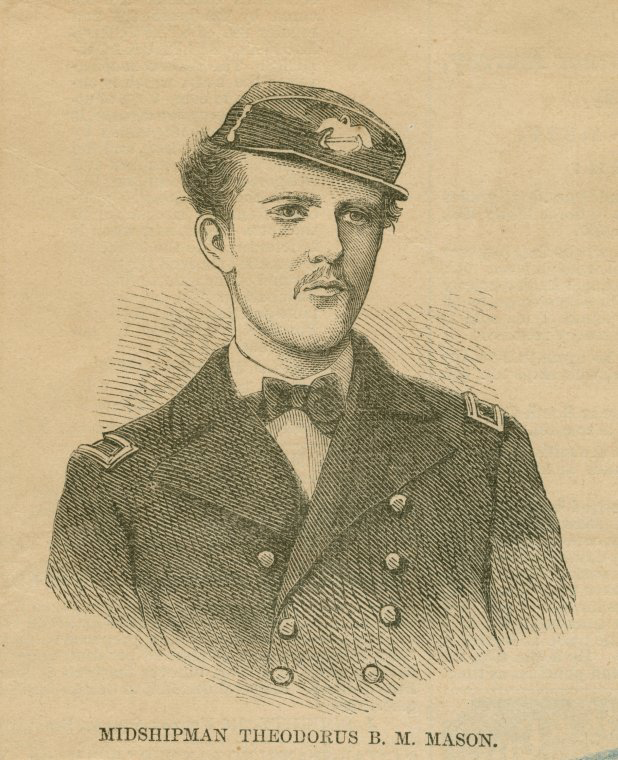
Le midshipman Theodorus B. M. Mason de l'United States Navy (vers 1868).

Le Congrès autorise formellement la création de l'Académie militaire des États-Unis en 1802, mais il lui faut presque 50 ans pour approuver la création d'une école semblable pour les officiers de marine. Les dirigeants de la Navy sont l'une des principales raisons de ce retard, car ils préfèrent le système d'apprentissage, citant des officiers célèbres comme Nelson et les capitaines de la guerre de 1812 qui n'ont jamais étudié au sein d'une école navale. Cependant, après l'affaire du Somers, ils comprennent que le système de formation des officiers doit changer pour être plus efficace
George Bancroft, nommé secrétaire à la Marine en 1845, décide d'agir hors du champ de compétence du Congrès et de créer une nouvelle école d'officiers. Il forme un conseil dirigé par le commodore Perry pour poser les bases d'un nouveau système de formation et  fait transformer le vieux fort Severn à Annapolis pour y accueillir la nouvelle institution, qui, en 1851, prend le nom d'United States Naval Academy. Les midshipmen étudient à l'académie pendant quatre ans et suivent un entraînement à bord des navires chaque été. « Midshipman » prend alors le sens de « passed midshipman » et un étudiant de l'académie est un « cadet midshipman ». Le grade d’ensign (aspirant) est créé en 1862, et les passed midshipmen sont promus ensign lorsque des postes se libèrent.
En 1865, le Bureau of Steam Engineering est créé, à la suite de l'arrivée des machines à vapeur sur les navires. Les cadet engineers sont alors admis à l'académie pour la première fois. En 1874, le Congrès modifie le programme. Il décide que quatre années de formation universitaire et deux ans de service à la mer à bord d'un navire régulier sont un préalable à l'admission aux examens de midshipman. En 1882, le Congrès élimine la distinction en matière de formation entre cadet engineers et naval cadets et désigne tous les élèves officiers comme naval cadets. L'appellation de midshipman est restaurée en 1902. Le Congrès adopte une loi, en 1903, qui autorise chaque sénateur, représentant et délégué au Congrès, à nommer chacun deux candidats midshipmen. En 1912, le Congrès a autorisé la promotion des midshipmen en tant qu’ensigns, dès l'obtention de leur diplôme, et supprime l'obligation de service à la mer pendant deux en tant que warrant officer (sous-officier),.
En 1930, l'académie reçoit son accréditation en tant que haute-école technique agréé. En 1933, une nouvelle loi autorise les académies navale, militaire et celle des garde-côtes à délivrer un Bachelor of Science à leurs diplômés. La classe 1933 est la première à le recevoir et à le voir inscrit dans son diplôme. En 1937, le directeur de l'académie navale obtient le droit de délivrer un Bachelor of Science à tout ancien diplômé vivant.

#### Marines duCommonwealth
En tant que dominions de l'Empire britannique les membres du Commonwealth forment leurs propres marines au cours du XXe siècle, et utilisent le grade de midshipman. Aujourd'hui, l'Australie, la Nouvelle-Zélande, l'Afrique du Sud, le Pakistan, l'Inde, Singapour, Sri Lanka, le Bangladesh et le Kenya l'utilisent toujours. Avant 1968, le Canada l'utilise également, jusqu'à l'adoption de la loi sur la défense nationale qui regroupe la Marine royale du Canada, l'armée et l'aviation au sein d'une même entité nommée « Forces canadiennes ». Le grade de midshipman est remplacé dans cette loi par celui de « naval cadet » en anglais et d'« aspirant de marine » en français.

### Snotty
Dans l'argot de la Royal Navy, un midshipman est appelé « snotty » (en français : « morveux »). Deux histoires populaires éclairent l'origine de ce terme: la première raconte qu'elle est née d'une pénurie de mouchoirs parmi les midshipmen, qui par conséquent utilisent leurs manches pour s'essuyer le nez. Le prince William, futur Guillaume IV, est parfois cité comme un exemple notoire de cette pratique parmi les aspirants. L'autre histoire prétend que les trois boutons anciennement cousus sur les poignets de la veste des midshipmen y ont été placés pour les empêcher de s'essuyer le nez sur leurs manches,

## Usage contemporain

### Royal Navy

Insigne de midshipman de la Royal Navy.

Dans la Royal Navy d'aujourd'hui, « midshipman » est le plus bas grade d'officier, équivalent au rang de second lieutenant dans la British Army et de pilot officer dans la Royal Air Force. Il est par contre supérieur à tous les grades de sous-officiers,,. L'insigne de grade du midshipman, qui a peu changé depuis l'époque napoléonienne, est appelé un « turnback » : un carré de tissu blanc avec un bouton doré et un cordon blanc torsadé sur chaque côté du col de son manteau.
Les potentiels futurs officiers doivent être titulaires d'au moins cinq General Certificate of Secondary Education, dont l'anglais et les mathématiques, ainsi que d'au moins 180 points Universities and Colleges Admissions Service (UCAS) de A level ou d'autres qualifications jugées appropriées (chaque qualification doit avoir plus de 45 points UCAS). Ils doivent subir une évaluation de deux jours et demi, appelée Admiralty Interview Board et un examen médical. Les diplômés de deuxième cycle universitaire qui rejoignent les rangs de la Navy commencent comme sub-lieutenants, ceux de premier cycle comme midshipmen
La « formation générale de base » (Initial Officer Training) des officiers de la Royal Navy a lieu au Britannia Royal Naval College. Elle dure jusqu'à un an, selon la spécialisation. Tous les midshipmen participent au moins aux deux premiers trimestres de 14 semaines chacun. Jusqu'à ce qu'ils aient terminé leur formation générale de base, les midshipmen et les sub-lieutenants du Britannia Royal Naval College n'utilisent pas leur grade officiel, mais celui d’officer cadet.
Pendant les sept premières semaines de formation, les élèves-officiers sont entraînés au formel militaire et à la compréhension du milieu marin, en mettant l'accent sur l'apprentissage de l'environnement militaire, du travail en équipe et du leadership. Au cours des sept semaines suivantes, les cadets doivent acquérir des compétences essentielles aux officiers de marine, comme la navigation, le milieu marin, les études stratégiques et les bases de la survie en mer. Pendant le second trimestre, les élèves-officiers font, pendant 10 semaines, leur Initial Fleet Time (IFT), servant à bord des capital ships de la Navy pour une première évaluation de leurs capacités. Après cette période, les cadets reviennent à Dartmouth pour quatre semaines afin  de subir une évaluation finale de leur capacité au commandement, le Maritime Leadership Exercise (MARL), et passer une semaine dans les différents domaines de la Royal Navy.
À l'issue de leur Initial Officer Training, les cadets spécialistes commencent leur formation universitaire, une spécialisation en ingénierie, logistique ou pilotage dans d'autres organismes de la Royal Navy. Les midshipmen de l’officer corps of the Royal Navy, spécialisés dans l'art de la guerre, restent au Britannia Royal Naval College pour l’Initial Warfare Officer's Foundation Course, qui équivaut aux deux tiers d'un Bachelor.

### United States NavyetMarine Corps
Aujourd'hui, au sein de l'United States Navy, un midshipman est classé comme officer of the line, bien que l'exercice de son autorité soit limité par son statut de formation. Légalement, midshipman correspond à une catégorie spéciale d'officiers qui se classe entre warrant officer (à peu près équivalent à premier maître) et le plus bas grade de chief warrant officer (à peu près équivalent à maître principal),.

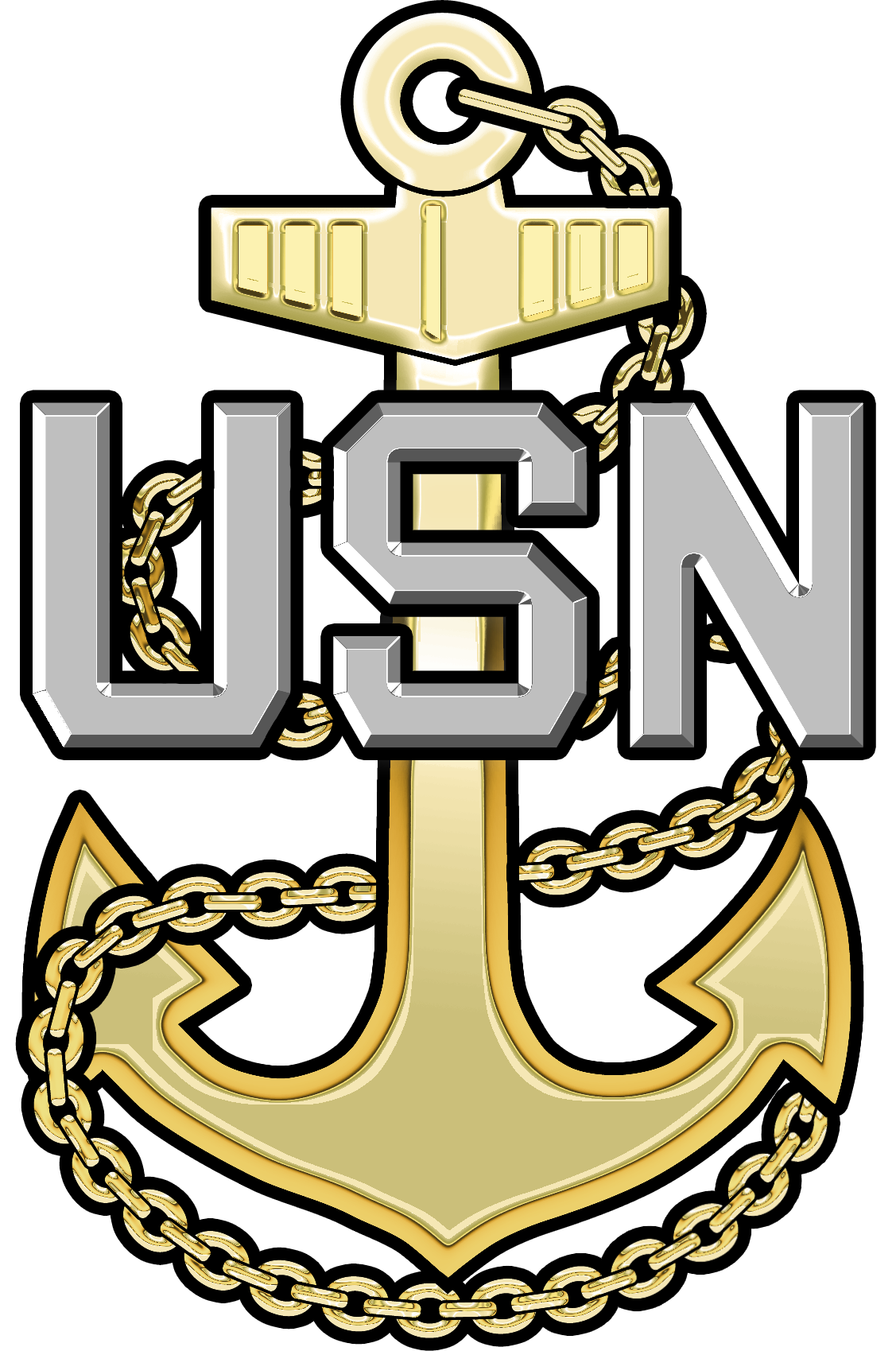
Ancre et sa gumène, insigne de l'US Navy.

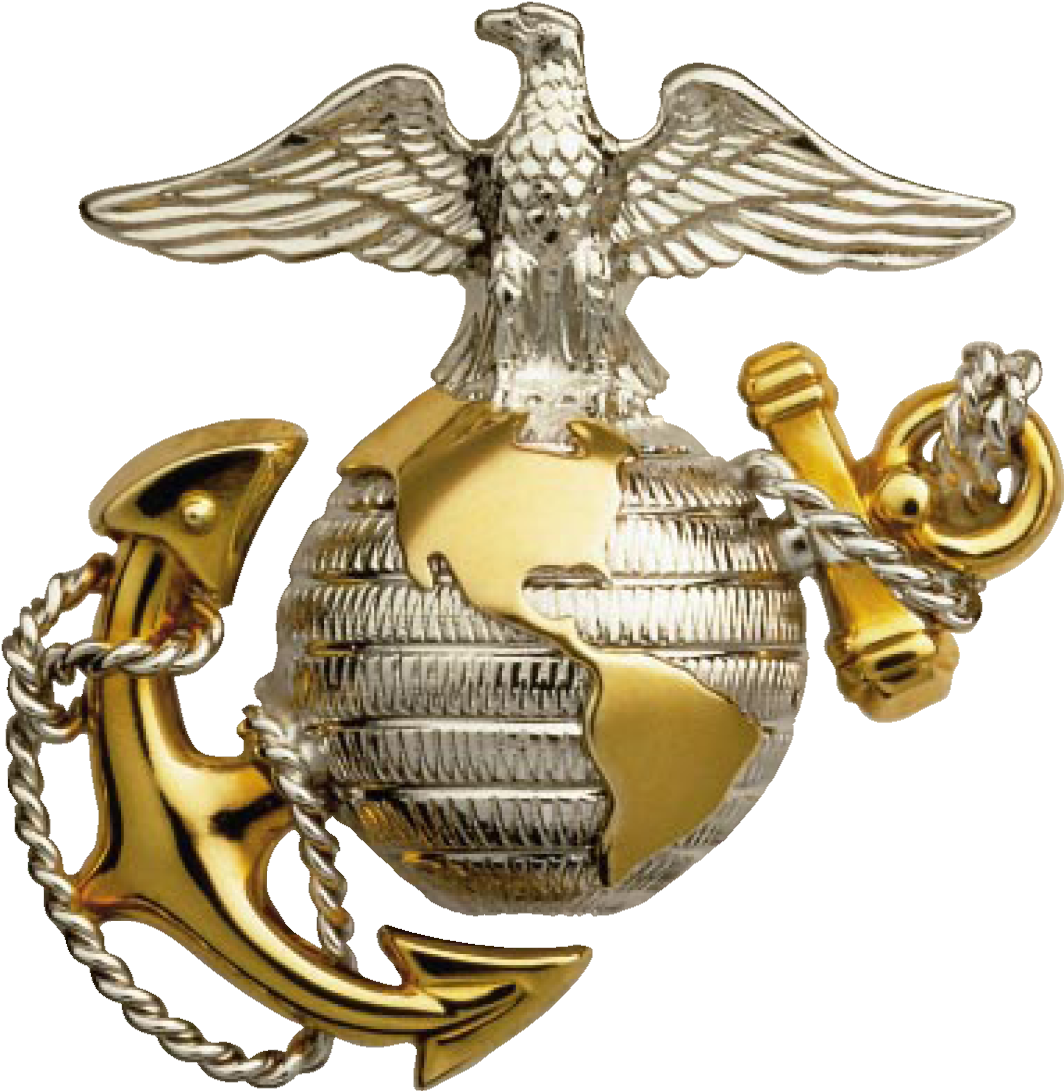
L'aigle, le globe et l'ancre, insigne du corps des Marines.

Les étudiants de l'United States Naval Academy (USNA) sont promus au grade de midshipman de l'United States Navy par le président des États-Unis. Les étudiants du Naval Reserve Officer Training Corps (NROTC) sont élevés au grade de midshipman de l'United States Navy Reserve ou de l'United States Marine Corps Reserve par le secrétaire à la Marine des États-Unis. Les étudiants de l’Académie de la marine marchande des États-Unis (USMMA) sont élevés au grade de midshipman de l'United States Navy Reserve. Le corps des étudiants de l'USNA forme la Brigade of Midshipmen et ceux de l'USMMA, le Regiment of Midshipmen.
Généralement, il est nécessaire d'obtenir une nomination par un membre du Congrès ou par le vice-président des États-Unis pour entrer à l'académie. Une nomination ne garantit pas la promotion au grade de midshipman, en moyenne seuls 38 % des nommés l'obtiennent. Actuellement chaque membre du Congrès et le vice-président peuvent nommer cinq étudiants par année à la Naval Academy. Les autres sources de nominations comprennent le secrétaire à la Navy, qui peut nommer, chaque année, 170 membres de la réserve de la Navy et du Marine Corps pour la Naval Academy, et le président qui peut nommer jusqu'à 100 enfants du personnel militaire de carrière. En outre les enfants des récipiendaires de la Medal of Honor n'ont pas besoin d'un nomination mais doivent simplement avoir les qualifications requises pour obtenir leur admission.
Les midshipmen de l'US Naval Academy, de l’Académie de la marine marchande des États-Unis et du NROTC portent des uniformes conformes à ceux des officiers de la Navy tels que prescrits dans le chapitre 6 du Navy Uniform Regulations. Les midshipmen portent comme insigne principal une ancre d'or avec gumène sur la casquette, les épaulettes et le col de leur uniforme de service et de parade. L'insigne des midshipmen provenant du corps des Marines est, conformément à la tradition, composé d'un aigle, d'un globe et d'une ancre,.
À l'US Naval Academy, les midshipmen suivent un programme de base et ont un choix dans 21 principaux domaines d'études, une grande variété de cours facultatifs et de perfectionnement ainsi que l'opportunité d'effectuer des travaux de recherche. Ils doivent pendant l'été naviguer à bord d'un navire en service actif. Après leur diplôme, les midshipmen sont commissionnés comme ensigns dans la Navy et comme second lieutenants dans le corps des Marines. Les midshipmen de l’Académie de la marine marchande des États-Unis étudient selon un programme de base similaire, mais ils sont divisés en deux sections, l'une orientée navigation, pour les officiers de pont, et l'autre pour l'ingénierie. À l'obtention de leur diplôme, ils ont deux options, un emploi dans l'industrie maritime à terre ou à bord de navires commerciaux, ainsi qu'une commission dans la réserve navale ou une commission en service actif dans l'United States Army, Navy, Marine Corps, Air Force, ou Coast Guard en tant qu’ensign ou second lieutenant.

### Autres nations duCommonwealth

#### Royal Australian Navy
Un midshipman de la Royal Australian Navy (RAN) est le détenteur d'une commission, qui n'est généralement pas délivrée avant sa promotion au grade de sub-lieutenant ou de lieutenant. Les aspirant-officiers de la RAN peuvent débuter à différents grades en fonction de leur expérience ou de leur degré de qualification antérieur; les diplômés d'un cursus de trois années, les qualifiés sans diplôme, et les marins en dessous du grade de matelot de première classe entrent comme midshipman.,.
En rejoignant la RAN, les midshipmen suivent, pendant six mois, la formation initiale d'officier, le New Entry Officer's Course au Royal Australian Naval College. Tous passent ensuite six mois de formation au sein de la flotte pour leur Primary Qualification (PQ). Ils commencent ensuite à l'Académie militaire d'Australie (ADFA), leur seconde année dans la Navy. Ce cursus de Bachelor, sur trois années, à l'AFDA comprend également un entraînement naval.

#### Royal New Zealand Navy
Dans la Royal New Zealand Navy (RNZN), midshipman est le grade le plus bas d'officier commissionné, pour les aspirant-officiers et pour ceux sans diplôme universitaire retenus à l'issue de la formation initiale. Contrairement aux cadets de l'armée de terre, les midshipmen sont des officiers et détiennent une commission. La RNZN compte environ 60 midshipmen par période de formation.
Les midshipmen commencent leur carrière par le Junior Officer Common Training (JOCT), qui dure 6 mois. À la fin de cette formation initiale, ils servent à bord de navires pendant un court laps de temps, suivi d'une formation spécialisée pendant environ 14 semaines. Après environ deux ans dans la Navy, les aspirants sont promus au grade d’ensign. Les officiers qui sont entrés en service avec un diplôme universitaire sont promus au grade de sub-lieutenant après l'achèvement du JOCT. Les officiers sans diplôme ont la possibilité d'en obtenir un pendant qu'ils servent dans la Navy.

#### South African Navy
Midshipman est le grade d'officier le plus bas de la Marine sud-africaine (SAN). Les candidats officier sont des citoyens âgés de 18 à 22 ans. Les cadets accomplissent une formation d'un an au South African Naval College à Gordons Bay, environ 55 km au sud-est du Cap. Dès l'obtention de leur diplôme ils reçoivent leur commission de midshipman. Les midshipmen étudient ensuite pendant trois ans à la South African Military Academy (en) et après la réussite de leurs examens reçoivent un B Mil degree de l'université de Stellenbosch.

#### Indian Navy
Les midshipmen de l'Indian Navy entament leur carrière comme cadets à la National Defence Academy (en) ou à l'Indian Naval Academy (en), où ils étudient pendant environ trois ans. Après la réussite de leurs examens, ils reçoivent un B Tech degree de l'université Jawaharlal-Nehru et sont assignés à la formation sur un navire pendant un an. Après six mois en mer, les cadets sont promus midshipmen. À la fin de leur formation les midshipmen sont entendus par une commission qui décide de leur promotion au grade de sub-lieutenant.